# Leptoseris solida
Leptoseris solida är en korallart som först beskrevs av Quelch 1886.  Leptoseris solida ingår i släktet Leptoseris och familjen Agariciidae. IUCN kategoriserar arten globalt som livskraftig. Inga underarter finns listade i Catalogue of Life.